# Аль-Кумайт ибн Зайд
Абу́-ль-Муста́хилль аль-Кума́йт ибн Зайд (Куме́йт ибн Зейд) аль-Асади́ (араб. أبو المستهلّ الكميت بن زيد الأسدي‎; 679—743 или 744) — один из известнейших арабских поэтов периода раннего ислама.

## Биография
Аль-Кумайт родился в 679 году в Куфе и умер там же в 743 или 744 году (в 680 и 744 году соответственно по Ибн Асакиру). Он происходил из арабского племени бану асад, примкнул к движению шиитов-зейдитов и стал их оратором. Поэзия аль-Кумайта являлась очень идеологизированной и политизированной, хотя образы и дикция его стихов была бедуинской и основывалась на древнеарабской поэзии. Аль-Кумайт враждовал с наместником Куфы Халидом ибн Абдуллахом аль-Касри (723—738) и Омейядским халифом Хишамом ибн Абдул-Маликом (691—743), приговорившим его за это к смертной казни. Приговор так и не был приведён в исполнение.
Самым известным произведением аль-Кумайта является цикл из 11 поэм-панегириков о пророке Мухаммеде, Али ибн Абу Талибе, Хусейне и Зейде ибн Али под названием «аль-Хашимийят» (араб. الهاشميات‎). В этом цикле содержатся цитаты из джахилийской поэзии и Корана, что дало повод для позднейших критиков обвинить его в плагиате. Причиной гибели аль-Кумайта стала его касыда «аль-Музаххаба» (араб. المذهبة‎) — сатира на южноарабские племена из Йемена, которые противостояли северноарабскому племени мудар. В конечном счёте мятежные солдаты йеменского происхождения нанесли ему рану, от которой он и скончался.
Многие с лестью отзывались об аль-Кумайте. Абу Убайда (ум. 825) говорил: «Если бы у бану асад не было иных достоинств, кроме аль-Кумайта, этого было бы достаточно для них». Сообщается, что когда Муаза аль-Харра (ум. 803) спросили об аль-Кумайте он ответил: «Этот сочиняет стихи лучше первых и последних».
После смерти аль-Кумайт вновь обрёл известность среди шиитов благодаря его «аль-Хашимийяту». Абу Рияшем (ум. в 950) был написан комментарий к нему. В «аль-Хашимийят» содержатся упоминания Аббаса и его сыновей, хотя поэт умер ещё до прихода к власти Аббасидов. Возможно, их добавил сын аль-Кумайта Мустахилль, чтобы увековечить память отца.